# Romitia
Romitia là một chi nhện trong họ Salticidae.